# 吕瑟里维拉尔
吕瑟里维拉尔（法語：Lussery-Villars）是瑞士联邦西部法语区的沃州下设的一个镇。在行政上属于沃州格罗区管辖。吕瑟里维拉尔的总面积为3.73平方公里。截至2010年底，总人口为350人。

## 地理
沃诺日河从吕瑟里维拉尔的东南部边境附近穿过。